# John Bertrand (australisk seglare)
John Bertrand, född den 20 december 1946 i Melbourne, är en australisk seglare.
Han tog OS-brons i finnjolle i samband med de olympiska seglingstävlingarna 1976 i Montréal.